# Sangalopsis caullama
Sangalopsis caullama är en fjärilsart som beskrevs av William Schaus 1892. Sangalopsis caullama ingår i släktet Sangalopsis och familjen mätare. Inga underarter finns listade.